# Слуњска Селница
Слуњска Селница је насељено мјесто у саставу града Карловца, на Кордуну, у Карловачкој жупанији, Република Хрватска.

## Географија
Слуњска Селница се налази око 20 км источно од Карловца.

## Историја
Слуњска Селница се од распада Југославије до августа 1995. године налазила у Републици Српској Крајини.

## Становништво
Према попису становништва из 2011. године, насеље Слуњска Селница је имало 78 становника.
| Демографија | Демографија | Демографија |
| Година      | Становника  | Становника  |
| ----------- | ----------- | ----------- |
| 1981.       | 164         |             |
| 1991.       | 164         |             |
| 2001.       | 116         |             |
| 2011.       |             | 78          |